# Consejo Legislativo del Estado Lara
El Consejo Legislativo del Estado Lara (CLEL) es el órgano que ejerce el poder legislativo regional del Estado Lara en Venezuela.
El parlamento regional del Estado Lara es unicameral y está compuesto por quince (15) diputados o legisladores regionales que son electos cada 4 años, bajo un sistema mixto de representación, por un lado se eligen un grupo de diputados por lista bajo el método D'Hont a nivel estatal y por otro lado se eligen por voto directo candidatos nominales por circunscripción definida, pudiendo ser reelegidos para nuevos períodos consecutivos, y con la posibilidad de ser revocados a la mitad de su período constitucional.

## Sede
La sede del Consejo Legislativo del Estado Lara se ubica en la calle 23 de la ciudad de Barquisimeto, capital de la entidad federal.

## Funciones
La Cámara elige de su seno, una Junta Directiva integrada por un Presidente y un Vicepresidente, adicionalmente se elige a un Secretario fuera de su seno. Al igual que en la Asamblea Nacional, el Parlamento regional conforma Comisiones permanentes de trabajo que se encargan de analizar los diferentes asuntos que las comunidades plantean, ejerciendo la vigilancia de la administración del Estado con el auxilio de la Contraloría General del Estado, así como la discusión y aprobación de los presupuestos de la cámara y del poder ejecutivo.
Las funciones de los consejos legislativos regionales de Venezuela se detallan en la Ley Orgánica de los Consejos Legislativos de los Estados publicada en Gaceta Oficial de la República Bolivariana de Venezuela del 13 de septiembre de 2001

## Composición de la VI Legislatura (Actual)[2]
| Alianza / Partido Político            | Alianza / Partido Político            | Diputados | Nombres |
| ------------------------------------- | ------------------------------------- | --------- | --- |
| Gran Polo Patriótico Simón Bolívar    | Gran Polo Patriótico Simón Bolívar    | 10        | |
|                                       | Partido Socialista Unido de Venezuela | 8         | Ayarí Gómez, Yelitza Magdalena, José Carrasco, Jesús Pérez, María Rodríguez, Elimar López, Cristhofer Contreras, María Silva, Francisco Segovia y Francarlis Riera |
|                                       | Tupamaro                              | 1         | Ayarí Gómez, Yelitza Magdalena, José Carrasco, Jesús Pérez, María Rodríguez, Elimar López, Cristhofer Contreras, María Silva, Francisco Segovia y Francarlis Riera |
| Partido Comunista de Venezuela PCV.   | 1                                     |           | Ayarí Gómez, Yelitza Magdalena, José Carrasco, Jesús Pérez, María Rodríguez, Elimar López, Cristhofer Contreras, María Silva, Francisco Segovia y Francarlis Riera |
| Oposición Regional (fuera de alianza) | Oposición Regional (fuera de alianza) | 5         | |
|                                       | Acción Democrática                    | 1         | Jacobo Mármol |
|                                       | El Cambio                             | 1         | Luisiana Piñero |
|                                       | Primero Venezuela                     | 1         | Alexis Lamazares |
| MF                                    | Futuro                                | 2         | Omar Jiménez, Rafael Montes |

## Legislaturas Previas

### I Legislatura (2000-2004)[3]
En las elecciones del 30 de julio de 2000, se disputaron 13 escaños, de los cuales los legisladores electos se distribuyeron de la siguiente manera:
| Alianza / Partido Político | Alianza / Partido Político | Diputados |
| -------------------------- | -------------------------- | --------- |
| Coordinadora Democrática   | Coordinadora Democrática   | 4         |
|                            | Acción Democrática         | 4         |
| Revolución Bolivariana     | Revolución Bolivariana     | 9         |
|                            | Movimiento V República     | 9         |

### II Legislatura (2004-2008)[5]
En las elecciones regionales del 2004, se incrementa el número de legisladores a elegir de 13 de 15, 2 más que en la primera legislatura. Para este período, el MVR logra la mayoría con 13 diputados
| Alianza / Partido Político | Alianza / Partido Político       | Diputados |
| -------------------------- | -------------------------------- | --------- |
| Revolución Bolivariana     | Revolución Bolivariana           | 13        |
|                            | Movimiento V República           | 13        |
| Unidad                     | Unidad                           | 2         |
| OFM                        | Organización Fuerza y Movimiento | 2         |

### III Legislatura (2008-2012)[7]
En las elecciones regionales realizadas el 23 de noviembre de 2008, la coalición del Polo Patriótica alcanza la mayoría calificada de la cámara regional.
| Alianza / Partido Político    | Alianza / Partido Político            | Diputados |
| ----------------------------- | ------------------------------------- | --------- |
| Mesa de la Unidad Democrática | Mesa de la Unidad Democrática         | 1         |
|                               | Acción Democrática                    | 1         |
| Polo Patriótico               | Polo Patriótico                       | 14        |
|                               | Partido Socialista Unido de Venezuela | 5         |
| UVE                           | Unidad de Vencedores Electorales      | 9         |

### IV Legislatura (2013-2017)[9]
En las elecciones regionales realizadas el 16 de diciembre de 2012, resulta electo Henry Falcón como Gobernador del Estado, separado de la alianza del Polo Patriótico, la cual logra alcanzar la mayoría de la cámara .
| Alianza / Partido Político    | Alianza / Partido Político            | Diputados |
| ----------------------------- | ------------------------------------- | --------- |
| Polo Patriótico               | Polo Patriótico                       | 7         |
|                               | Partido Socialista Unido de Venezuela | 7         |
| Mesa de la Unidad Democrática | Mesa de la Unidad Democrática         | 8         |
|                               | Unidad                                | 8         |

### V Legislatura (2018-2022)[10]
El Gran Polo Patriótico Simón Bolívar, en las elecciones de consejos legislativos realizada el 20 de mayo de 2018, logra ganar casi todos los curules de la cámara, explicado principalmente por la decisión de los principales partidos políticos, opositores al gobierno de Nicolás Maduro, de no participar en las elecciones.
| Alianza / Partido Político | Alianza / Partido Político            | Diputados |
| -------------------------- | ------------------------------------- | --------- |
| Polo Patriótico            | Polo Patriótico                       | 14        |
|                            | Partido Socialista Unido de Venezuela | 14        |
| Oposición Regional         | Oposición Regional                    | 1         |
|                            | Alianza Popular                       | 1         |